# Gabriel d’Haussonville
Gabriel Paul Othenin de Cléron, greve d'Haussonville, född 21 september 1843, död 1 september 1924, var en fransk politiker och författare. Han var son till Joseph d’Haussonville.
Haussonville var 1871-75 monarkistisk medlem av nationalförsamilngen, och sökte 1891 som representant för greven av Paris stärka det orléanistiska partiet, men planerna gick om intet genom grevens död 1894. 1888 blev han medlem av Franska akademien, och utgav flera sociala och litterära studier.